# Careless babe
Careless babe is een single van Jack Dens & the Swallows. Het plaatje kwam uit via CNR, nadat pogingen faalden om via Fontana Records en Decca Records een hitje te scoren. Jack de Nijs had zijn naam ingekort tot Jack Dens en had een gezelschap om zich heen verzameld met Gerrit Gillet (gitaar), Nico Takaradingan (basgitaar) en Henk Voorheijen (drums). Hij schreef de nummers samen met broer Rudolph de Nijs. Als muziekproducent trad op Addy Kleijngeld. De muziek schoof meer richting Cliff Richard en The Shadows. Opmerkelijk aan deze single is dat het samen met B-kant Heaven in your eyes is opgenomen in Amsterdam, terwijl zowel Denijs als Voorheijen in Roosendaal werkzaam waren. De muziek is ten opzichte van de eerdere singles van Denijs dansbaarder. Hij ging dan ook met The Swallows regelmatig spelen in Zeeland en Noord-Brabant. Op een van de avonden hebben ze samen gespeeld met Anneke Grönloh. Er kwam nog een single met de titel Dreams gonna be real met Won’t you, waarschijnlijk in dezelfde sessies vastgelegd.
Ook deze bandvariant rond Jack de Nijs legde al snel het loodje; er was geen succes.